# 趙珽

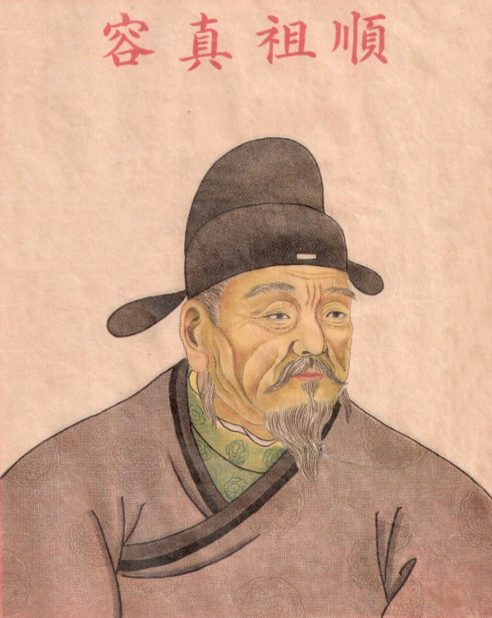
宋順祖趙珽

宋顺祖（?—?），名趙珽，字仲玉、又字國珍、良山，涿郡清苑（今河北省保定市清苑区）人，趙朓之子，趙敬的父亲，趙弘殷的祖父，宋太祖趙匡胤的曾祖父。

## 生平
趙珽在唐朝为官，在藩镇卢龙节度使属下任从事，累官兼任御史中丞。960年，趙匡胤建立宋朝，追尊趙珽为惠元皇帝，庙号顺祖，又被宋真宗加尊為惠元睿明皇帝。

## 陵墓
墓地号为康陵。陵在幽州（今河北省保定市清苑区），南宋时在宋朝统治疆域之外，没有维护。议谥，翰林学士窦俨撰；册文，中书舍人赵逢撰。大中祥符五年（1012年）闰十月加谥册文，参知政事陈彭年、枢密使陈尧叟撰。